# Centro Civico Corticella
Il Centro Civico Corticella, dal 2016 intitolato al partigiano Lino "William" Michelini, è un edificio polivalente situato nel quartiere Corticella di Bologna.

## Storia
Il Comune decise di costruire un centro civico nell'area ricompresa tra le odierne via Gorkij, Byron e Verne, in quanto confinante con un grande insediamento P.E.E.P. di recente costruzione. L'obiettivo era di evitare la segregazione sociale, offrendo alla zona nuovi servizi pubblici e impianti sportivi.
Progettato dall'architetto Carlo Salomoni e realizzato in gran parte in calcestruzzo armato, la sua costruzione è stata ultimata nel 1978 dalla cooperativa Edilter.
Fin dalla sua inaugurazione, il Centro Civico ha accolto al suo interno gli uffici di quartiere e dell'anagrafe, una sala del consiglio di quartiere da 100 posti, un teatro-auditorium da 600 posti "Centofiori", la biblioteca oggi intitolata a Luigi Fabbri, un poliambulatorio, un bar e una palestra.
Negli anni successivi alla sua costruzione, sono stati aperti anche un supermercato Coop, due scuole e la ludoteca "Vicolo Balocchi".
Nel 2007, con il contributo della Fondazione del Monte, viene lanciato il progetto "Bella fuori", al fine di riqualificare gli spazi degradati del complesso. L'intervento ha incluso l'installazione di arredi urbani, una nuova pavimentazione di colore giallo e un sistema di illuminazione rinnovato, con un costo complessivo di circa un milione di euro. Il 28 febbraio 2009 l'area restaurata è stata inaugurata con il nome di "La nuova Gorki". Tuttavia, a causa dei materiali utilizzati per la ristrutturazione, nel 2013 si è resa necessaria una nuova manutenzione straordinaria al fine di riparare le infiltrazioni e sostituire la pavimentazione.
Nel 2017 il Centro Civico è stato al centro di un progetto di street art, con artisti provenienti da vari paesi europei che hanno dipinto i muri degli spazi pubblici.
Originariamente pensati come luogo di aggregazione sociale, i numerosi terrazzi e corridoi rialzati presenti nella struttura sono da molti anni chiusi al pubblico. Nell'ambito del bilancio partecipativo del Comune di Bologna del 2018 è stato proposto il progetto "Terrazza-menti", con l'obiettivo di mettere in sicurezza e ripristinare gli arredi dei terrazzi. Tale progetto non ha poi avuto seguito.

## Scuole
All'interno del complesso sono presenti anche una scuola primaria e una secondaria di primo grado dell'Istituto Comprensivo N. 4 di Bologna.
La scuola primaria, originariamente denominata "Villa Torchi", è oggi intitolata a Echkardt e Kai Mäder, due ragazzi tedeschi, rispettivamente di 14 e 8 anni, vittime della strage di Bologna del 2 agosto 1980.
La scuola secondaria è intitolata allo scrittore Alfredo Panzini.

## Apparizioni nei media
Il film Chiedo asilo (1979), diretto da Marco Ferreri e con Roberto Benigni, è ambientato nell'adiacente scuola materna del parco di Villa Torchi. Alcune scene del film sono state girate sulle terrazze del Centro Civico.
Alcune scene del video musicale di "Balla coi Lapi" dei Gem Boy sono state girate sulle terrazze del Centro Civico e nell'area verde antistante le scuole.

## Galleria d'immagini

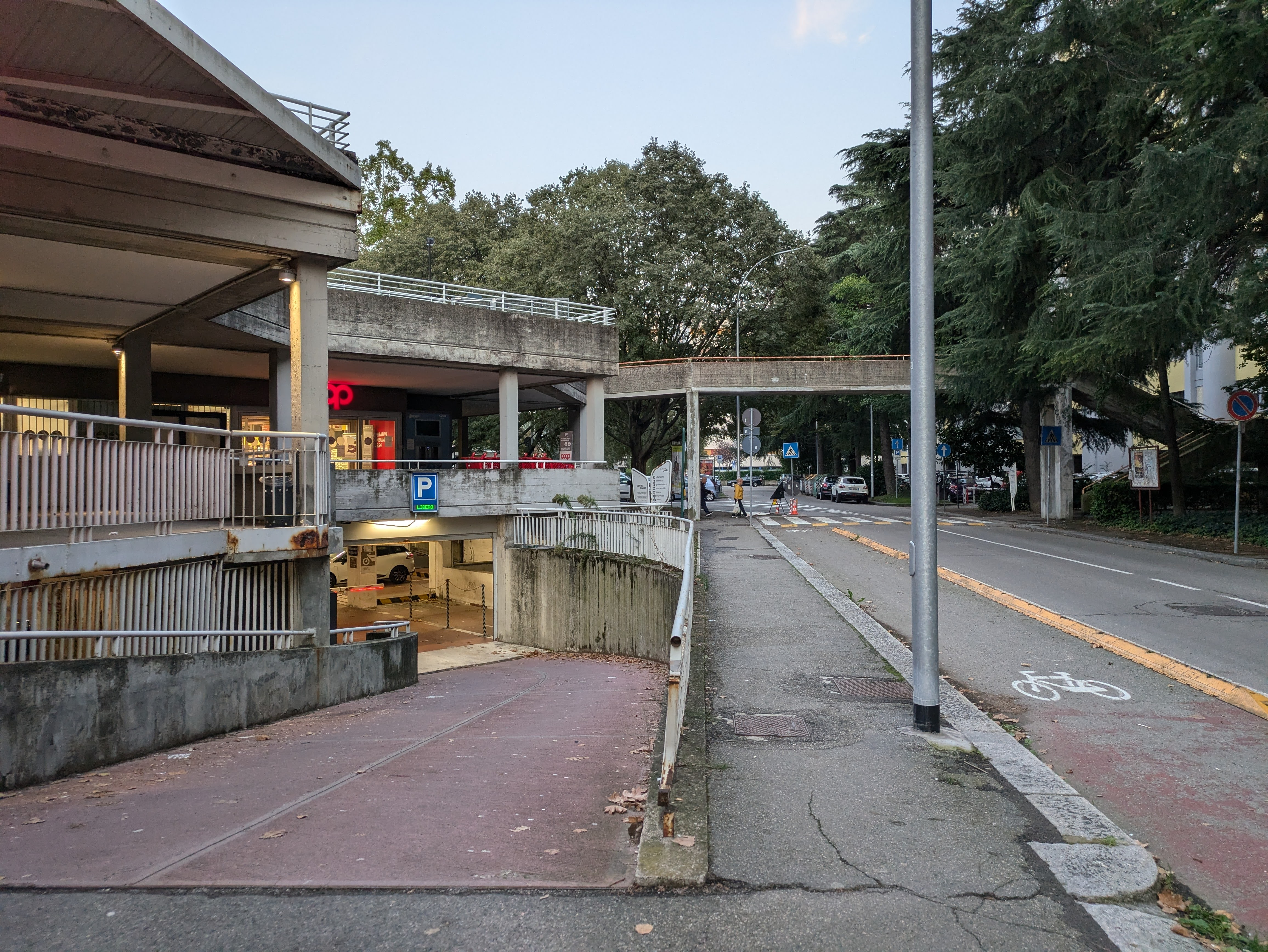
Il supermercato Coop e il passaggio pedonale sopraelevato.
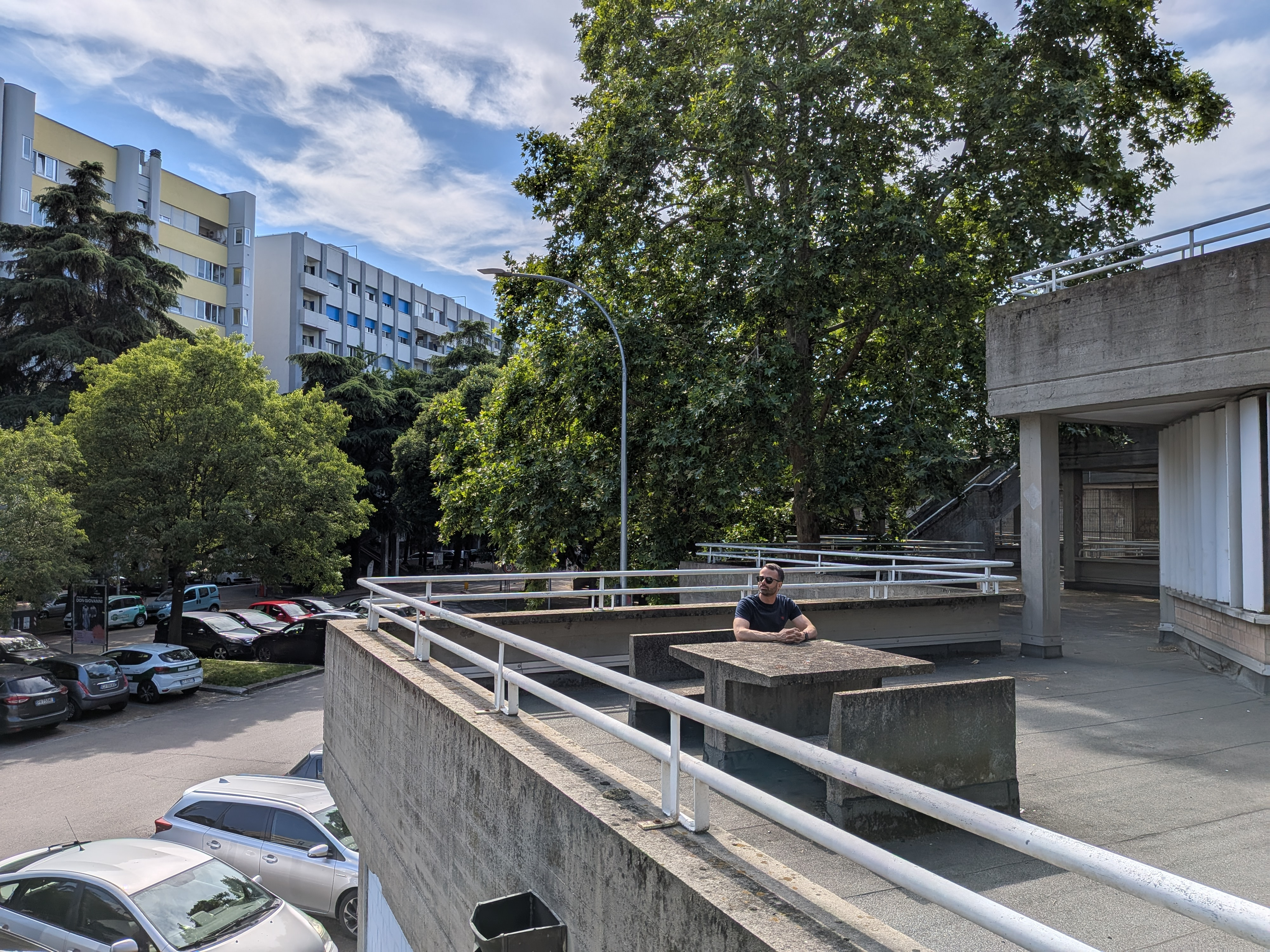
Le terrazze originariamente pensate come luogo d'aggregazione.
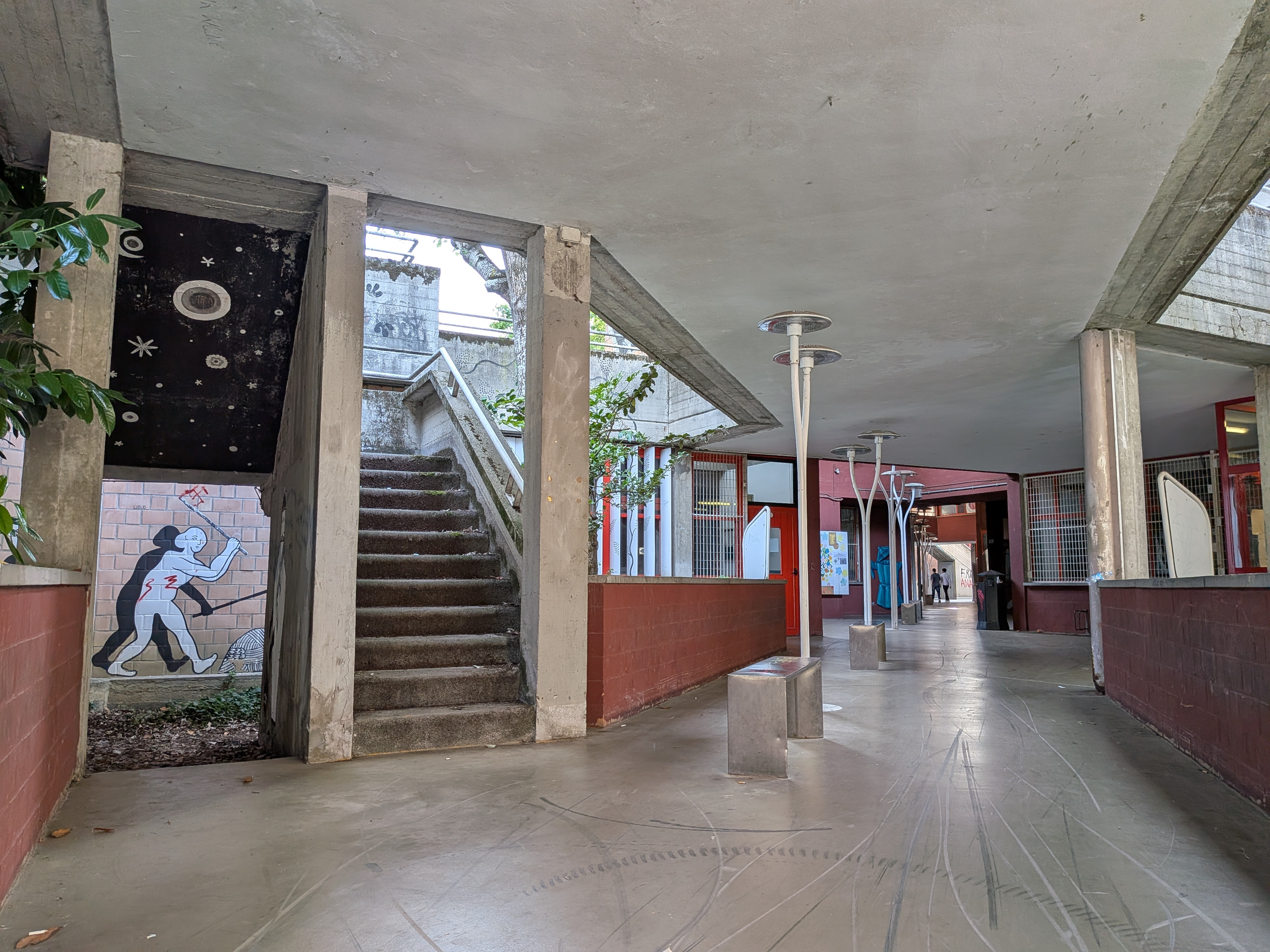
Il corridoio coperto principale.
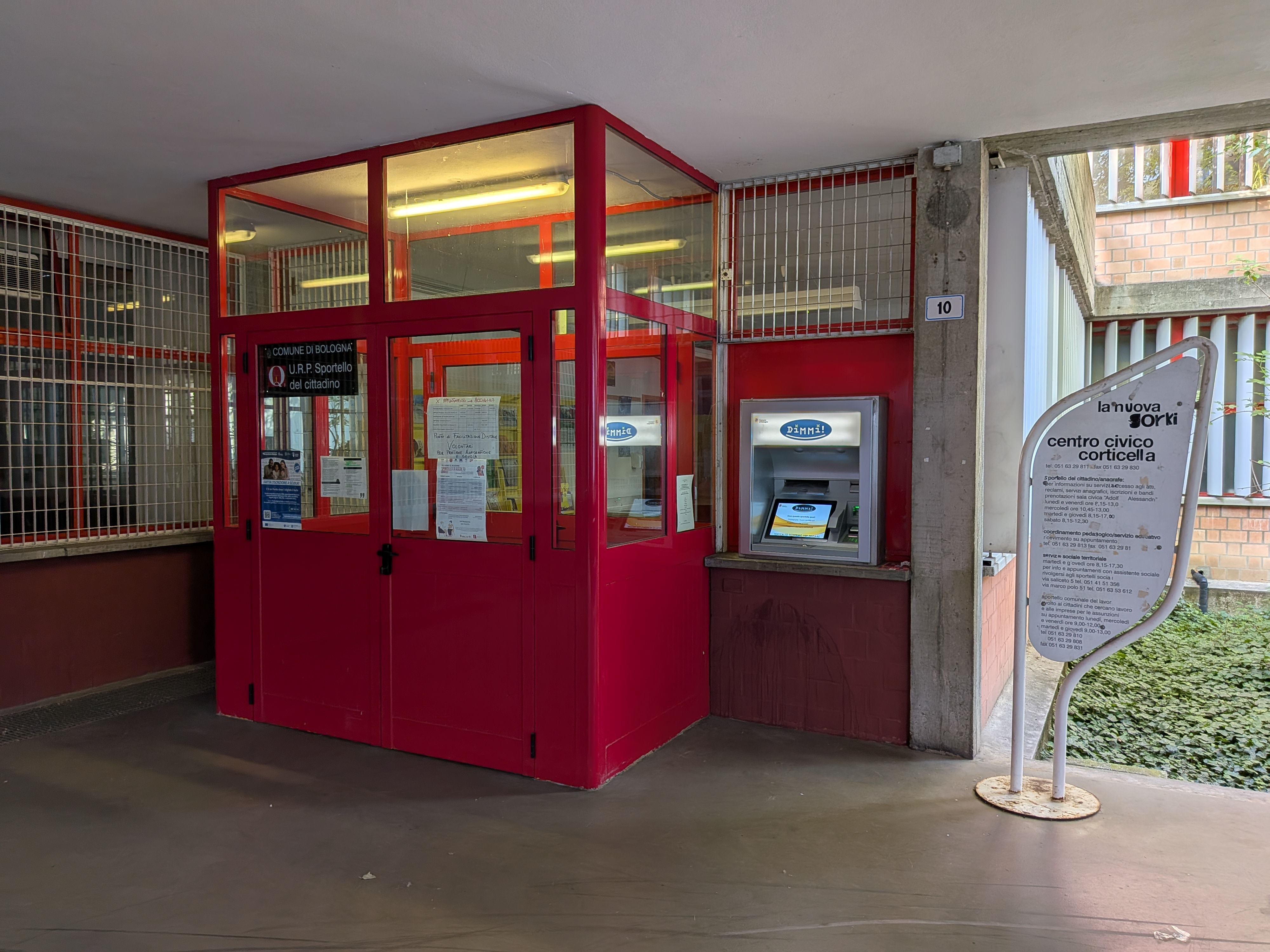
L'ingresso degli uffici del Comune.
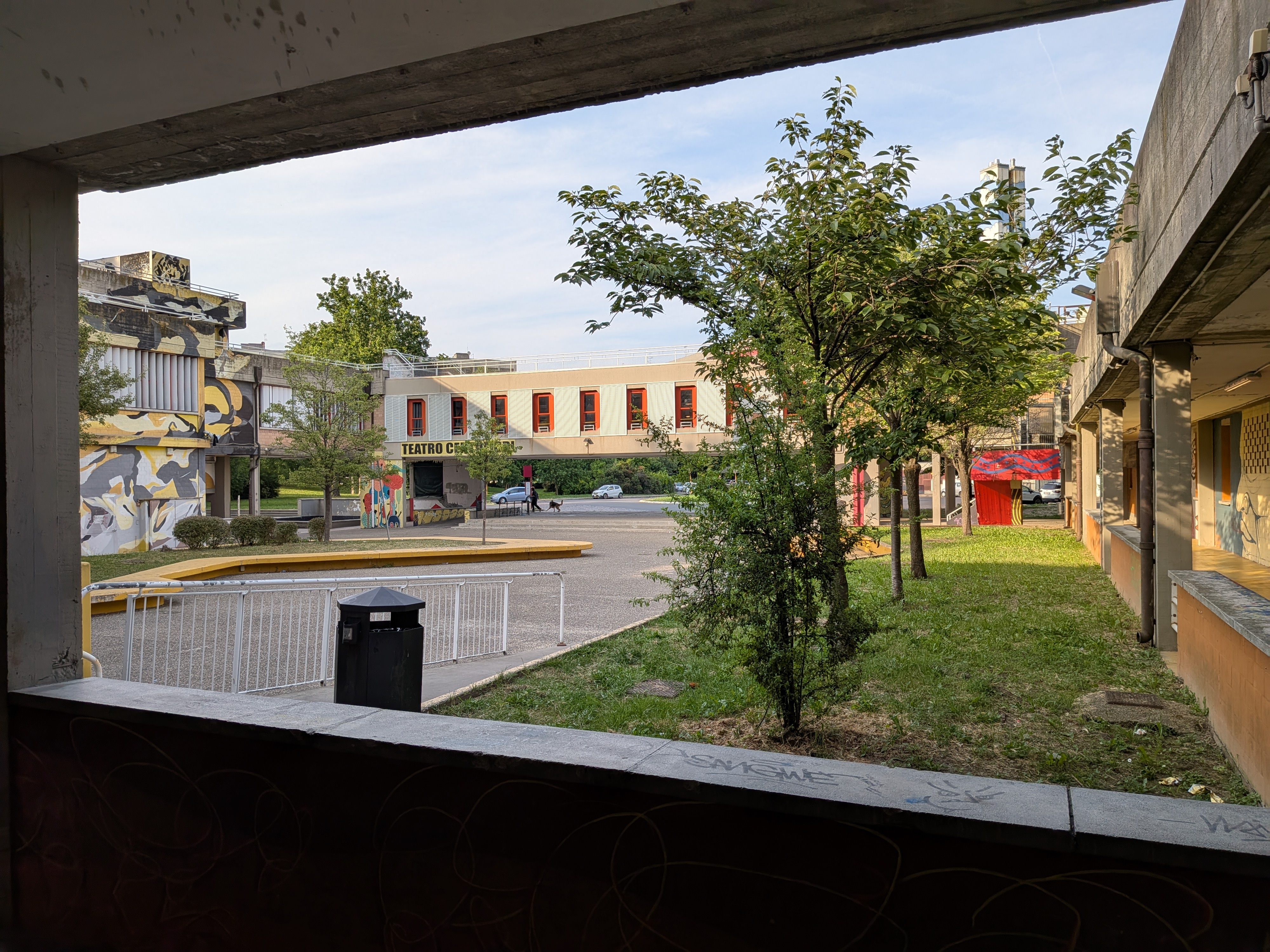
Piazzetta Maccaferri.
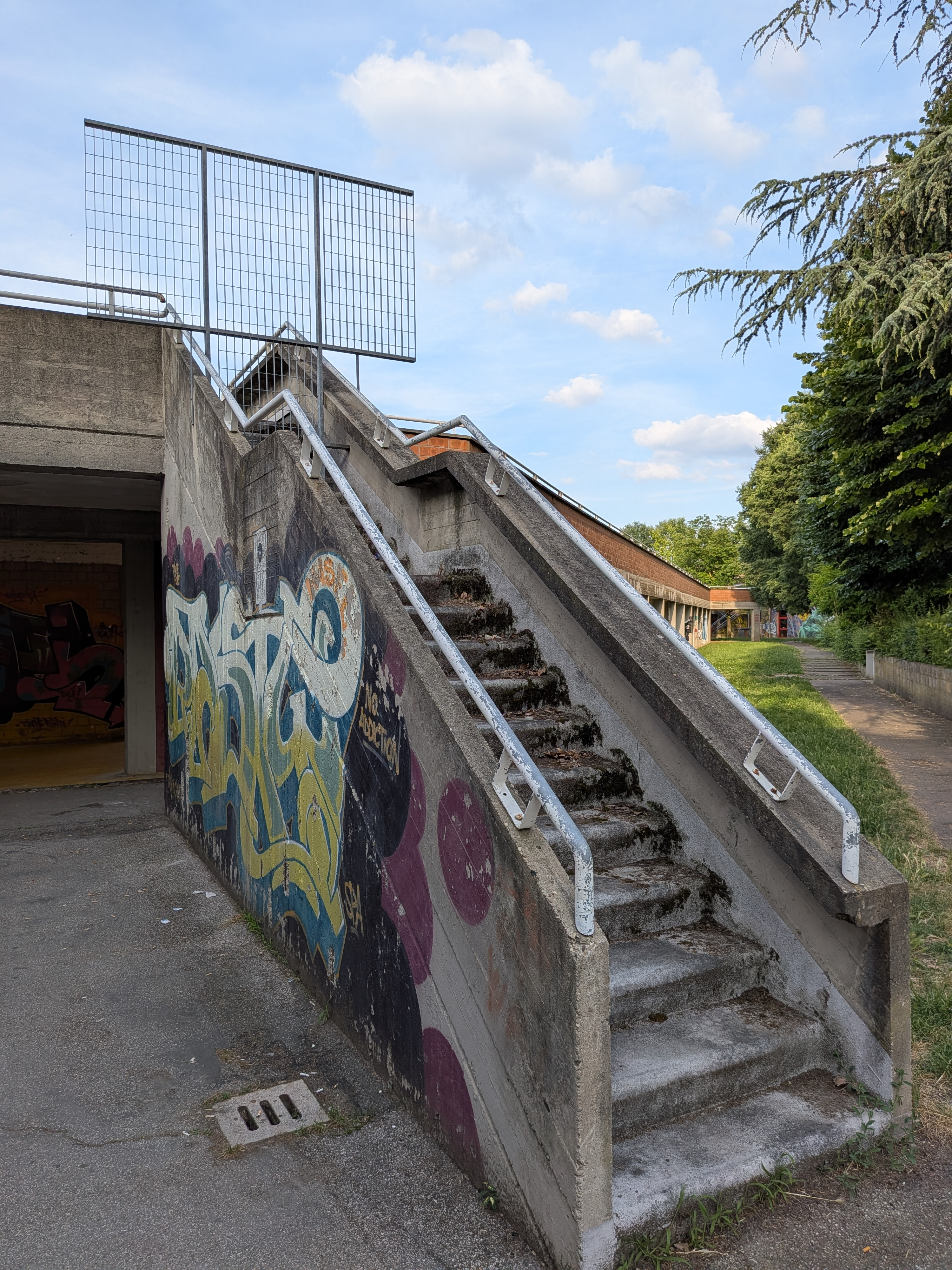
L'ingresso alle terrazze bloccato da una cancellata.
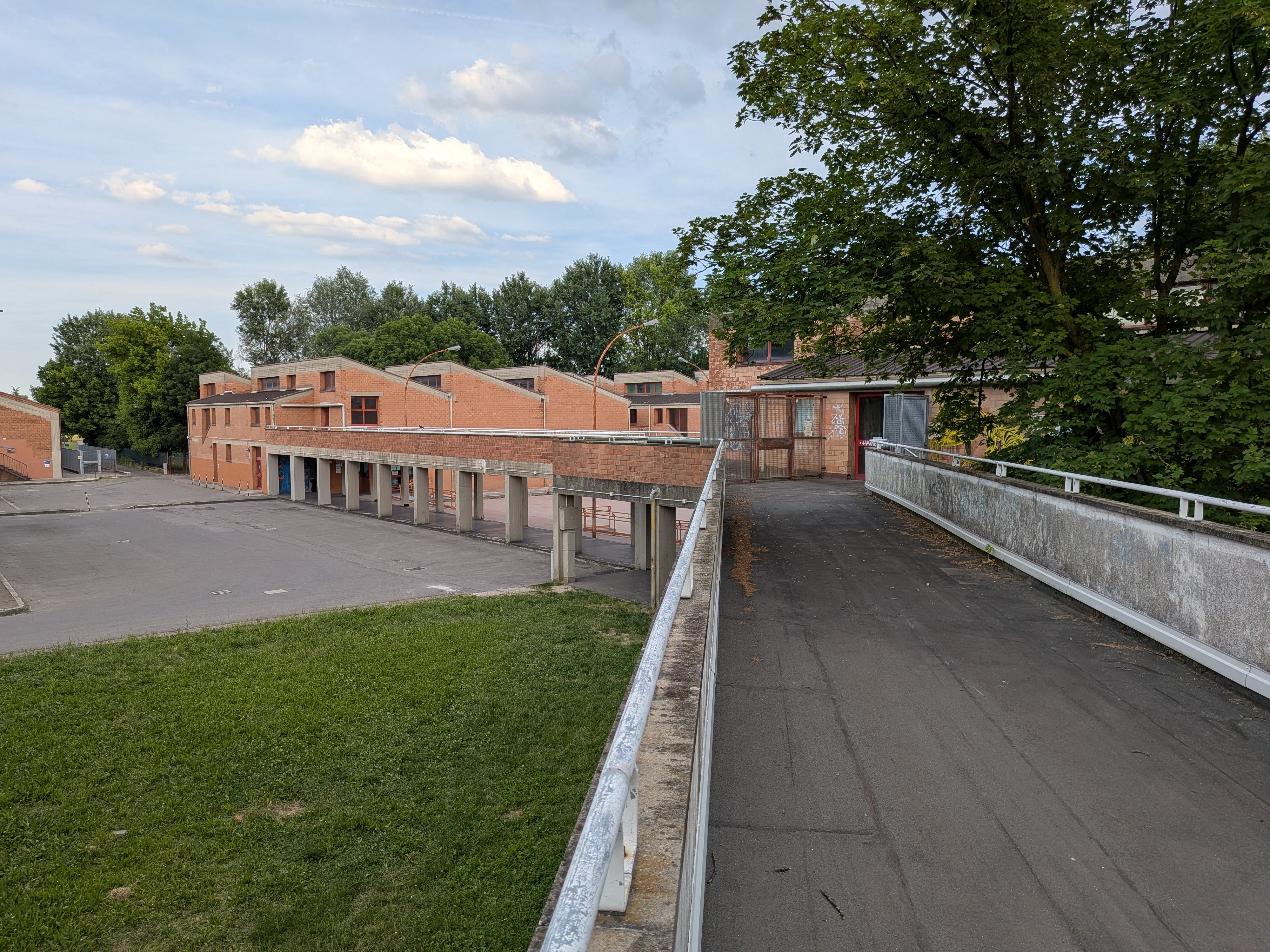
Il corridoio sopraelevato che porta alle scuole.
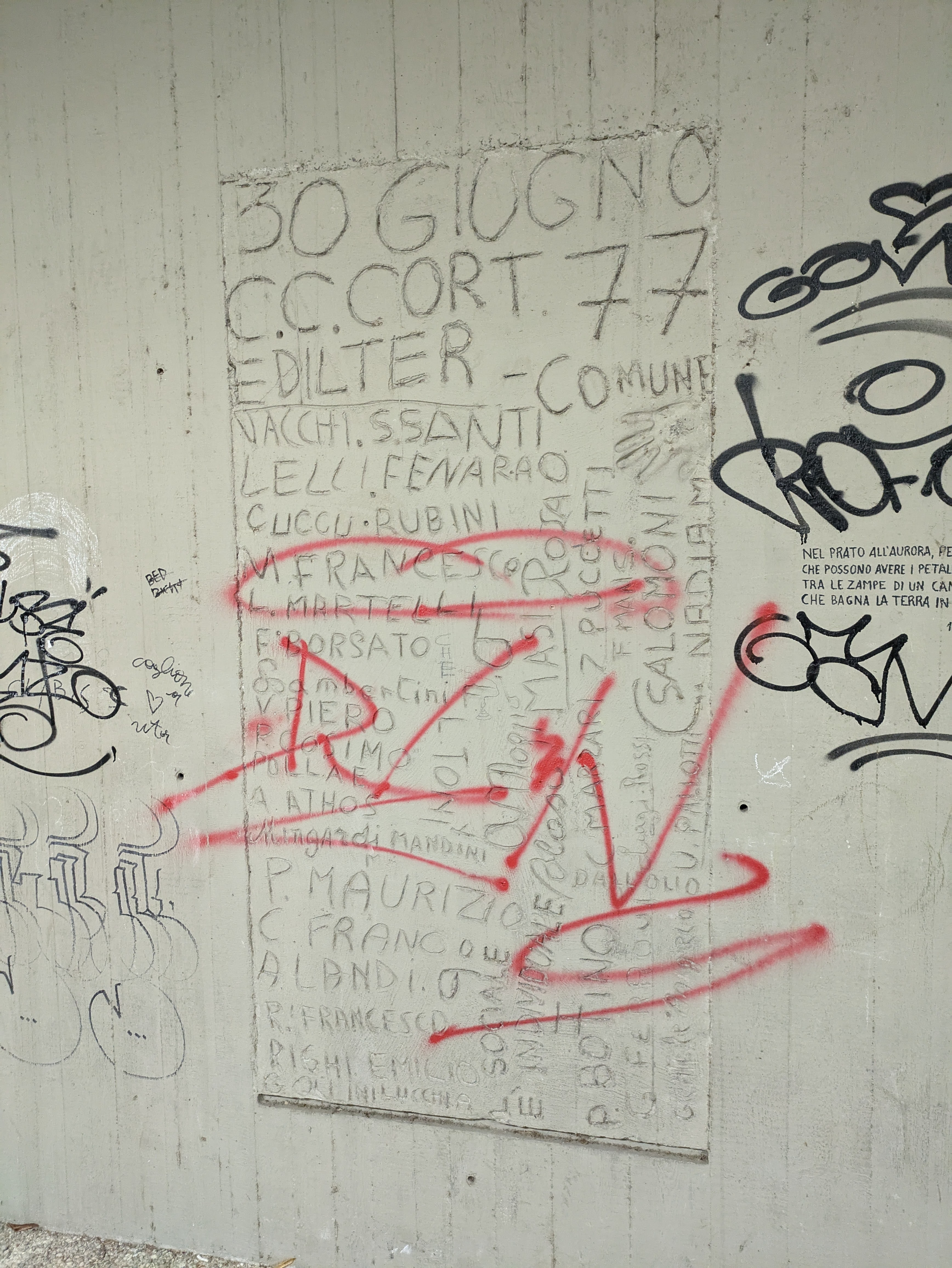
Lastra con i nomi dei lavoratori della Edilter e la data di completamento dell'edificio.